# Tro-Bro Léon 2001
Il Tro-Bro Léon 2001, diciottesima edizione della corsa, si svolse il 3 giugno su un percorso di 189 km. Fu vinto dal francese Jacky Durand della FDJ davanti al belga Erwin Thijs e al francese Eddy Lembo.

## Ordine d'arrivo (Top 10)
| Pos. | Corridore           | Squadra                | Tempo    |
| ---- | ------------------- | ---------------------- | -------- |
| 1    | Jacky Durand        | FDJ                    | 4h44'33" |
| 2    | Erwin Thijs         | Collstrop-Palmans      | a 2"     |
| 3    | Eddy Lembo          | Jean Delatour          | a 7"     |
| 4    | Frédéric Lecrosnier | VC Saint-Quentin-Oktos | a 26"    |
| 5    | Ruben Diaz de Cerio | Euskaltel-Euskadi      | a 1'05"  |
| 6    | Sébastien Joly      | Bonjour                | a 1'06"  |
| 7    | Santos González     | ONCE-Eroski            | a 1'55"  |
| 8    | Frédéric Guesdon    | FDJ                    | s.t.     |
| 9    | Franck Renier       | Bonjour                | s.t.     |
| 10   | Thierry Gouvenou    | Big Mat-Auber 93       | a 2'00"  |